# نظام أباد (نقدة)
نظام أباد هي قرية في مقاطعة نقدة، إيران. يقدر عدد سكانها بـ 395 نسمة بحسب إحصاء 2016.